# 鞏州 (四川省)
鞏州（きょうしゅう）は、中国にかつて存在した州。現在の四川省宜賓市珙県に設置された。
677年（儀鳳2年）、唐代により設置され、瀘州都督府に属した。742年（天宝元年）、鞏州は因忠郡と改称された。758年（乾元元年）、因忠郡は鞏州と改称された。
宋代になると瀘州、後に長寧軍に属した。1072年（熙寧5年）に廃止された。